# Омега Большого Пса
Омега Большого Пса (лат. ω Canis Majoris), 28 Большого Пса (лат. 28 Canis Majoris), HD 56139 — одиночная переменная звезда в созвездии Большого Пса на расстоянии приблизительно 668 световых лет (около 205 парсеков) от Солнца. Видимая звёздная величина звезды — от +4,18m до +3,6m. Возраст звезды оценивается как около 22,5 млн лет.

## Характеристики
Омега Большого Пса — бело-голубая эруптивная переменная звезда типа Гаммы Кассиопеи (GCAS) спектрального класса B2IV-Ve или B2,5Ve. Масса — около 10,1 солнечных, радиус — около 6,2 солнечных, светимость — около 13081 солнечных. Эффективная температура — около 21878 К.